# Drättinge station
Drättinge station var en station på Jönköping–Gripenbergs Järnväg mellan 1895 och 1935. Den låg i Skärstads socken i nuvarande Jönköpings kommun. Stationen låg omkring  fyra kilometer nordost om Vistakulle station och omkring två söder om Lyckås Gårds station. 
Drättinge var en liten station. Ett stationshus i tegel uppfördes 1905. I samband med anläggandet av ett sågverk en bit öster om stationen byggdes 1924 ett rundgångsspår. 